# Whitefield (Oklahoma)
Whitefield és un poble dels Estats Units a l'estat d'Oklahoma. Segons el cens del 2000 tenia 231 habitants.

## Demografia
Segons el cens del 2000, Whitefield tenia 231 habitants, 99 habitatges, i 73 famílies. La densitat de població era de 36,4 habitants per km².
Dels 99 habitatges en un 27,3% hi vivien nens de menys de 18 anys, en un 61,6% hi vivien parelles casades, en un 10,1% dones solteres, i en un 25,3% no eren unitats familiars. En el 24,2% dels habitatges hi vivien persones soles el 15,2% de les quals corresponia a persones de 65 anys o més que vivien soles. El nombre mitjà de persones vivint en cada habitatge era de 2,33 i el nombre mitjà de persones que vivien en cada família era de 2,74.
Per edats la població es repartia de la següent manera: un 22,1% tenia menys de 18 anys, un 6,5% entre 18 i 24, un 26,4% entre 25 i 44, un 28,1% de 45 a 60 i un 16,9% 65 anys o més.
L'edat mediana era de 41 anys. Per cada 100 dones de 18 o més anys hi havia 104,5 homes.
La renda mediana per habitatge era de 21.389 $ i la renda mediana per família de 33.125 $. Els homes tenien una renda mediana de 26.786 $ mentre que les dones 15.000 $. La renda per capita de la població era de 14.306 $. Entorn del 15,7% de les famílies i el 23,2% de la població estaven per davall del llindar de pobresa.

## Poblacions més properes
El següent diagrama mostra les poblacions més properes.